# Схема внимания (теория)
Теория схемы внимания (англ. Attention schema theory, AST) — эволюционная и нейропсихологическая теория сознания, разработанная известным американским нейробиологом Майклом Грациано. Теория предлагает, что мозг реализует внимание путем формирования субъективного осознания (subjective awareness). AST относится к категории материалистических теорий сознания и имеет сходные черты с иллюзионистскими идеями таких философов, как Дэниел Деннет, Патрисия Черчленд и Кейт Фрэнкиш.
Грациано предположил, что схема внимания подобна схеме тела. Так же, как мозг конструирует упрощённую модель тела, чтобы отслеживать и контролировать движения последнего, мозг конструирует упрощённую модель внимания, чтобы контролировать эту функцию. Информация в этой модели, изображающая несовершенную и упрощённую версию внимания, приводит мозг к выводу о нефизической сущности осознания. Субъективное осознавание — это эффективная, но несовершенная модель, которую мозг использует для реализации функции внимания. Такой подход призван объяснить как сходства, так и различия функций осознанности (awareness) и внимания (attention), а также объяснить, как мозг может осознавать как внутренние, так и внешние события, а также делать правдоподобные прогнозы.
Одна из целей AST — облегчить создание искусственного сознания. AST пытается объяснить, как машина может действовать подобно человеку, имитируя наличие сознания. По мнению проф. Грациано, AST позволяет разработать подобную машину.